# No sé si cortarme las venas o dejármelas largas
No sé si cortarme las venas o dejármelas largas es una película mexicana de 2013, de género comedia dirigida por Manolo Caro y protagonizada por Raúl Méndez, Ludwika Paleta, Luis Ernesto Franco, Luis Gerardo Méndez, y Zuria Vega, en los papeles principales. Fue producida por Woo Films, Itaca Films y Noc Noc Cinema.

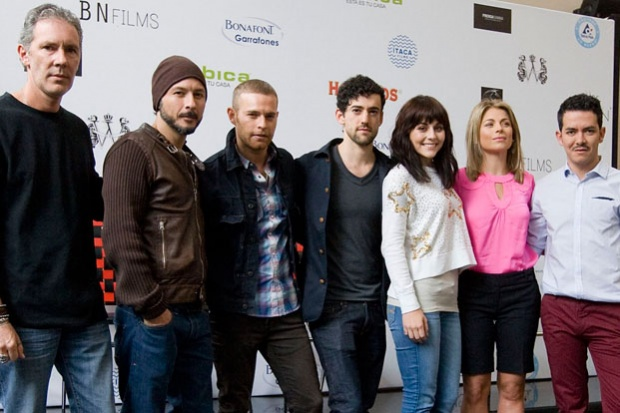

Basada en la puesta en escena homónima, esta película mexicana es un interesante experimento cinematográfico que trae consigo algunos vicios del teatro. En medio del caos de la Ciudad de México, en un edificio, viven Julia (Zuria Vega) y Lucas (Luis Gerardo Méndez), Aarón (Raúl Méndez) y Nora (Ludwika Paleta). Estos viven vidas de sueños destrozados y aplastados, pero viven en paz. Todo cambia cuando Félix (Luis Ernesto Franco) se muda al departamento vacante, procedente de su pueblo de Jalostotitlán, Jalisco. Este trata de conocer a sus vecinos y esto cambia la dinámica de las vidas de nuestros personajes. Los vecinos que previamente no se conocían comienzan a perderse en enredos, mentiras e infidelidades.

## Trama
La película inicia con el estruendoso ruido de dos disparos, uno por un posible homicidio y el otro por suicidio. El primero, porque Nora (Ludwika Paleta) le apunta con una pistola a su esposo Aarón (Raúl Méndez), a quien le reclama su infidelidad, y el segundo porque Félix (Luis Ernesto Franco) cae en depresión por carecer del apoyo de su novia y no volver a jugar fútbol. A partir de este momento la historia se remonta ocho meses antes.
Nora, Aarón, Julia (Zuria Vega), y Lucas (Luis Gerardo Méndez), son amigos y vecinos de un edificio de la colonia Polanco. La primera pareja formada por Nora y Aarón, es un matrimonio joven pero fallido por las infidelidades de él, mientras que Julia, una aspirante a cantante, y Lucas, un diseñador de modas, están casados por conveniencia para ocultar a la familia de él su homosexualidad. El arribo de un nuevo inquilino, Félix, un exfutbolista retirado a causa de una lesión en una pierna, llega a romper la aparente tranquilidad que reinaba en el inmueble. El solitario nuevo residente -en constante depresión por el abandono de su novia- se entera de las intimidades de sus vecinos y se vuelve el centro de atención de Lucas. 
No sé si cortarme las venas o dejármelas largas es la ópera prima de Manolo Caro y está basada en la obra de teatro homónima de la autoría del mismo director. El filme es una comedia coral de enredos que retrata los conflictos emocionales de dos matrimonios jóvenes de clase media alta, lastrados por un pasado sombrío y un presente falto de motivaciones. Una trama trivial con un liviano argumento en el que se esconden diversos dramas que se desarrollan de forma superficial.

## Elenco
Protagonistas
- Ludwika Paleta como Nora.
- Luis Gerardo Méndez como Lucas.
- Zuria Vega como Julia.
- Raul Méndez  como Aarón.
- Luis Ernesto Franco como Félix.
- Rossy de Palma como Lola/Manuela "La española".

Actuaciones especiales 
- Juan Pablo Medina como Botarga "La Flor".
- Anabel Ferreira como la mamá de Lucas.
- José María Yazpik como actor de telenovela.
- Cecilia Suárez como actriz de telenovela.
- Federica García González como actriz de telenovela.
- Mariana Treviño como Carmela, la secretaria.
- Erick Elias como amigo de Aarón.
- Marimar Vega como la novia de Félix.
- Livia Brito como Teibolera.
- David Macias como chica de mudanza.
- Africa Zavala como chica de mudanza.
- Ricardo Korkowski como hombre.
- Jorge Mondragón como el investigador.
- Pamela Reiter como Ana.
- Omar Ceballos como amigo de serenata.

## Premios y nominaciones
| Año  | Categoría                                          | Persona                                                                           | Resultado |
| ---- | -------------------------------------------------- | --------------------------------------------------------------------------------- | --------- |
| 2014 | Mejor película                                     | Mejor película                                                                    | Nominada  |
| 2014 | Diosa de Plata Emilio “Indio” Fernández a director | Manolo Caro                                                                       | Nominado  |
| 2014 | Diosa De Plata “Maria Felix” a Actriz              | Ludwika Paleta                                                                    | Ganadora  |
| 2014 | Diosa de Plata a actor                             | Luis Gerardo Méndez                                                               | Nominado  |
| 2014 | Coactuación masculina                              | Raúl Méndez                                                                       | Nominado  |
| 2014 | Papel de cuadro masculino                          | Jorge Mondragón                                                                   | Nominado  |
| 2014 | Diosa de Plata “Gabriel Figueroa” a fotografía     | Daniel Jacobs                                                                     | Nominado  |
| 2014 | Mejor guion                                        | Leticia López Margalli y Manolo Caro                                              | Ganadores |
| 2014 | Diosa de Plata “Manuel Esperón” a música de fondo  | Javier Blake y Rodrigo Montfort                                                   | Ganador   |
| 2014 | Canción para cine                                  | Cuenta hasta 10 Autor Javier Blake, Intérpretes Natalia Lafourcade y Javier Blake | Nominado  |

### Premios Bravo
| Año  | Categoría           | Nominada       | Resultado |
| ---- | ------------------- | -------------- | --------- |
| 2013 | Revelación Femenina | Ludwika Paleta | Ganadora  |